# روایات آذرفرنبغ فرخزادان
روایات آذر فرنبغ فرخزادان کتابی است مشتمل بر ۱۴۸ پاسخی که آذر فرنبغ پسر فرخزاد، پیشوای زرتشتیان در سده سوم هجری به پرسش‌های بهدین‌های هم عصر خود داده‌ است. بسیاری از دانشمندان و فقهای زرتشتی به گفته های او استناد کرده اند، از جمله منوچهر پیشوای بهدینان فارس و کرمان در نیمه دوم سده سوم هجری نیز در اثر فقهی خویش، دادستان دینیگ، آذر فرنبغ را «برترین پیشوای بهدینان» خوانده و به فتواهای او استناد کرده است؛ آذر فرنبغ نخستین مدون دینکرد است و هموست که در حضور مأمون عباسی دوران حکومت از ۱۹۷ تا ۲۱۸ هجری خورشیدی با ابالیش مناظره کرده‌ است. در این کتاب مانند روایات امید اشوهشتان و بعضی از فصول دادستان دینی به مسائل بسیاری بر می‌خوریم که زردشتیان در جامعهٔ مسلمانان با آن رو به رو بوده‌اند. این کتاب از جهت در برداشتن تعدادی جملات اوستایی که در جای دیگر نیامده است نیز در خور توجه‌ است.

## ترجمه
این کتاب با ترجمهٔ حسن رضایی باغ بیدی در سال ۱۳۸۴ منتشر و در مراسم کتاب سال جمهوری اسلامی ایران به‌عنوان کتاب برگزیده معرفی شد.